# Megophrys binchuanensis
Megophrys binchuanensis es una especie de anfibio anuro de la familia Megophryidae.

## Distribución geográfica
Esta especie es endémica del sur de Yunnan en la República Popular de China. Habita en los condados de Binchuan y Lijiang entre los 1900 y 2800 m de altitud.

## Etimología
El nombre de su especie, que consiste en binchuan y el sufijo latín -ensis, significa "que vive, que habita", y le fue dado en referencia al lugar de su descubrimiento, el condado de Binchuan.

## Publicación original
- Ye & Fei, 1995 : Taxonomic studies on the small type Megophrys in China including descriptions of the new species (subspecies) (Pelobatidae: genus Megophrys). Acta Herpetologica Sinica, vol. 4, n.º 5, p. 72-81.[4]